# Kim Tong-jeong
Kim Tong-jeong ((en hangul, 김통정; en hanja, 金通精), ? ~ 1273) fue un general que dirigió la Sambyeolcho durante la dinastía Goryeo.

## Durante la rebelión Sambyeolcho
Después de que Bae Jung-son fuese asesinado en la isla Jindo por las tropas goryeo-mongoles en 1271, Kim Tong-jeong y parte del ejército Sambyeolcho huyeron de la isla Jindo y se trasladaron a la isla de Jeju, donde gobernaban los Tamna. Desde allí siguió oponiéndose a la dinastía Yuan de Mongolia. En 1273, el gobierno coreano de Goryeo sofocó la rebelión con la ayuda de las fuerzas mongolas, y entonces él se suicidó, aunque según los relatos que hay sobre su figura en la isla de Jeju, fue Kim Bang-Kyung de Goryeo quien le mató y después quemó a su mujer. 
Existen dos puntos de vista sobre Kim Tong-jeong. En la dinastía Goryeo, es percibido como un  mal general tal como se ve en el Goryeosa (Historia de Goryeo) donde es descrito como alguien que usurpó el gobierno de Tamna y molestó a su población. En cambio, los relatos de Tamna Kim Tong-jeong es percibido como un héroe.